# لمفومة الخلايا التائية الكبدية الطحالية
لمفومة الخلايا التائية الكبدية الطحالية (بالإنجليزية: Hepatosplenic T-cell lymphoma)‏ هو شكل نادر وغير قابل للشفاء بشكل عام من الليمفوما باستثناء حالة زرع الخلايا الجذعية الخيفي. لمفومة الخلايا التائية الكبدية الطحالية هي ورم جهازي يشتمل على خلايا تائية متوسطة السمية للخلايا المتوسطة التي تتسبب في إرشاح جيباني كبير في الكبد والطحال ونخاع العظام.

## العلامات والأعراض
النتيجة السريرية النموذجية لمريض مصاب بـ لمفومة الخلايا التائية الكبدية الطحالية هي ضخامة الكبد والطحال.

### مواقع الاكتناف
يُكتنَف الطحال والكبد دائمًا مع الـأثير على النخاع العظمي بشكل متكرر، بينما يكون الاكتناف العقدي نادر للغاية.

## السبب
الخلية المسبِّبة لهذا المرض هي خلية تائية غير سامة للخلايا غير ناضجة تعبر عن استنساخ γδ لمستقبلات الخلايا التائية، يُنظر إلى هذا المرض في كثير من الأحيان في متلقي عمليات زرع الأعضاء الصلبة المثبطة للمناعة، وهو ارتباط أدى إلى فرضية أن التحفيز المناعي على المدى الطويل في وضع كبت المناعة هو العامل المسبب.
تم الإبلاغ عن حالات لمفومة الخلايا التائية الكبدية الطحالية (HSTCL) في المرضى الذين عولجوا بكابتات المناعة: الآزوثيوبرين وإينفليكسيماب وأداليموماب. أغلب الحالات كانت في المرضى الذين يعانون من داء الأمعاء الالتهابي، كان المراهقون والشبان البالغون هم أكبر مجموعة من الحالات، وقد قدموا دورة مرضية عدوانية للغاية وتوفوا -باستثناء واحد- بسبب الليمفومة، وقد طلبت إدارة الأغذية والأدوية FDA تغييرات في التوسيم لإبلاغ المستخدمين والأطباء بالمشكلة.

## التشخيص
تظهر خلايا الورم في هذا الاضطراب مظهرًا رتيبًا، مع كمية صغيرة من السيتوبلازم والنوى غير الواضحة.

### النتائج المعملية
يوجد خليط من قلة الصفيحات وفقر الدم وقلة الكريات البيض بصورة شائعة في المرضى الذين يعانون من لمفومة الخلايا التائية الكبدية الطحالية.

### الطحال والكبد
يُظهر هذا المرض نمطًا جيبيًا متميزًا للإرشاح والذي يستبقي اللب الأبيض الطحالي والثالوث البابي الكبدي.

### نخاع العظم
في حين أن النخاع العظمي متورط بشكل عام قد يكون من الصعب الكشف عن إرشاح الورم بسبب نمط خلالي منتشر. يمكن أن تساعد الكيمياء المناعية في الكشف عن هذه اللمفوما.

### الدم المحيطي
لوحظت خلايا لها مورفولوجيا مماثلة في الأعضاء الصلبة في الدم المحيطي.

### النمط الظاهري المناعي
يُعد النمط الظاهري المناعي للمفومة الخلايا التائية الكبدية الطحالية هو خلايا تائية خلف التوتة غير ناضجة.
| الحالة | مستضدات           |
| إيجابي | CD3، TCRδ1، TIA-1 |
| سلبي   | CD4، CD5، CD8     |

### النتائج الجينية
إن إعادة ترتيب الجين γ لمستقبلات الخلايا التائية هي السمة المميزة لهذا المرض، أظهرت بعض الحالات إعادة ترتيب لجين مستقبل الخلية التائية. تمت ملاحظة الكروموسوم السابع متساوي الأذرع 7q في جميع الحالات الموصوفة حتى الآن، وأحيانًا بالتزامن مع تشوهات الكروموسومات الأخرى مثل تثلث الصبغي الثامن.

## العلاج
غالبًا ما يؤدي CHOP إلى هدأة المرض في البداية، ولكنه أثبت ضعفه مقارنة بالعلاجات التي تدمج السيتارابين مع Hyper-CVAD لتكون فعالة بشكل خاص، باستخدام العلاج الكيميائي فقط ينتكس معظم المرضى ويموتون في غضون عامين، يمكن للعلاج بدوكسيريسين فقط أن يجعل هذا المرض أسوأ بكثير. يجري حاليًا فحص زرع نخاع العظم الذاتي في علاج اللمفوما الطحالية الكبدية، ثبت أن زرع النخاع العظمي الخفيف يحقق هدأة لأكثر من خمس سنوات وربما يعالج سرطان الغدد الليمفاوية الكبدية الطحالية مع بقاء عدد من المرضى على قيد الحياة إذا تمكنوا من الوصول إلى زرع خيفي.  

## علم الأوبئة
هذه اللمفومات نادرة وتشكل أقل من 5% من جميع الحالات، وهي أكثر شيوعًا بين الشباب والمراهقين. لكن تم وصف تفضيل الذكور المتميز بين الجنسين.